# Tarokoide Sprachen
Die tarokoiden Sprachen (kurz Tarokoid) bilden eine Untereinheit der platoiden Sprachen, einem Zweiges der Benue-Kongo-Sprachen, die ihrerseits zum Niger-Kongo gehören.
Die vier tarokoiden Sprachen werden von etwa 300.000 Menschen in Nordost-Nigeria gesprochen, wobei das namensgebende Tarok (Yergam) den allergrößten Teil der Sprecher umfasst.

## Position des Tarokoid innerhalb des Niger-Kongo
- Niger-Kongo
  - Volta-Kongo
    - Süd-Volta-Kongo
      - Benue-Kongo
        - Ost-Benue-Kongo
          - Platoid
            - Kainji
            - Nordwest-Plateau
            - Zentral-Plateau
            - Südost-Plateau
            - Süd-Plateau
            - Tarokoid
            - Jukunoid

## Interne Klassifikation
- Tarokoid
  - Tarok (Yergam) (300 Tsd.)
  - Tapshin (5 Tsd.)
  - Pai (3 Tsd.)
  - Yangkam (fast †)